# لحظة جامحة
لحظة جامحة (بالفرنسية: Un moment d'égarement)‏ هو فيلم دراما كوميدي فرنسي من إخراج جان فرانسوا ريشيت وبطولة فينسنت كاسل، فرانسوا كلوزيه، أليس إيساز ولولا لو لان.

## روابط خارجية
- لحظة جامحة على موقع IMDb (الإنجليزية)
- لحظة جامحة على موقع روتن توميتوز (الإنجليزية)
- لحظة جامحة على موقع قاعدة بيانات الأفلام العربية
- لحظة جامحة على موقع ألو سيني (الفرنسية)
- لحظة جامحة على موقع Turner Classic Movies (الإنجليزية)
- لحظة جامحة على موقع قاعدة بيانات الفيلم (الإنجليزية)
- لحظة جامحة على موقع ليتربوكسد (الإنجليزية)
- لحظة جامحة على موقع كينوبويسك (الروسية)